# Taeniotes inquinatus
Taeniotes inquinatus är en skalbaggsart som beskrevs av Thomson 1857. Taeniotes inquinatus ingår i släktet Taeniotes och familjen långhorningar.
Artens utbredningsområde är:
- Costa Rica.
- Panama.
- Venezuela.

Inga underarter finns listade i Catalogue of Life.